# 高扬文
高扬文（1917年—2004年），原名高芳鸿，曾名杨文，山东蓬莱人，中华人民共和国政治人物。

## 生平
1937年6月参加山西青年抗敌决死队。
抗日战争期间，1937年10月入党。任长子县人民武装自卫队副总队长等职位 。1938年12月任沁县县委书记、1940年4月任太岳军区一分区政委、地委书记。1943年8月到延安中央党校一部学习，1945年4月参加中共七大。任《解放日报》任评论组组长。
1949年2月任团中央组织部副部长、部长。
中华人民共和国成立后，1952年被选为团中央候补书记、1952年9月任中央重工业部有色金属工业局局长。1955年1月任重工业部部长助理，1956年2月任冶金工业部副部长、党组副书记。1965年5月调任国家经委副主任。1966年5月任北京市委工业书记。文革後1977年4月到攀枝花蹲点。1978年3月任中华人民共和国冶金工业部副部长、党组副书记。1979年12月任中华人民共和国煤炭工业部部长、党组书记。1985年7月任中央财经领导小组顾问，1987年9月任中国康华发展总公司副董事长，1995年12月离休。
中共七大、八大、十二大代表，第十二届中央委员会委员，第三届全国人大代表，第一、第五届全国政协委员。
著《三十年的足迹: 高扬文回忆录》等。